# القانون والاحترام والخبرة
القانون والاحترام والخبرة (بالتشيكية: Právo Respekt Odbornost ، PRO) هو حزب سياسي يميني شعبوي في جمهورية التشيك.

## التاريخ
تأسس الحزب في يونيو 2022 من قبل شخصيات مرتبطة بميثاق 2022، وهي مبادرة تعارض قيود كوفيد 19 والتطعيمات. أصبح المحامي جيندريك راشيل وهو عضو سابق في حركة المواطنين تركولار وزعيمها الأول. ركز الحزب بشكل كبير على الطاقة خلال المؤتمرات الصحفية التي عقدت لتأسيس الحزب. في يوليو 2022 أعلن الحزب أنه سيرشح سبعة مرشحين لانتخابات مجلس النواب التشيكي لعام 2022، بما في ذلك هانا زيلينا وإيفان نوفيسكي.
اكتسب الحزب بعض الاهتمام الإعلامي خلال أغسطس 2022 عندما ظهر راشيل في استطلاع لسانيب لاختيار رئيس الوزراء المفضل، واحتل المركز الرابع بنسبة 7.9٪. في 3 سبتمبر 2022 ظهر راشيل وأعضاء بارزون آخرون في الحزب في مظاهرة مناهضة للحكومة في ميدان وينسيسلاس.
شارك الحزب في انتخابات مجلس الشيوخ التشيكية لعام 2022 بسبعة مرشحين. صعدت جانا زويرتيك هامبلوفا التي تم اعتمادها من قبل الحزب إلى الدور الثاني.